# Nate Sestina
Nathan Michael Sestina, detto Nate (St. Marys, 12 maggio 1997), è un cestista statunitense.

## Statistiche

### College
| Anno      | Squadra           | PG  | PT | MP   | TC%  | 3P%  | TL%  | RP  | AP  | PRP | SP  | PP   |
| --------- | ----------------- | --- | -- | ---- | ---- | ---- | ---- | --- | --- | --- | --- | ---- |
| 2015-2016 | Bucknell Bison    | 4   | 0  | 8,0  | 54,5 | 66,7 | 100  | 1,3 | 0,8 | 0,5 | 0,0 | 3,8  |
| 2016-2017 | Bucknell Bison    | 31  | 1  | 12,0 | 50,8 | 29,2 | 69,6 | 3,7 | 0,4 | 0,2 | 0,5 | 4,8  |
| 2017-2018 | Bucknell Bison    | 34  | 0  | 14,9 | 56,0 | 34,1 | 74,4 | 3,9 | 0,9 | 0,3 | 0,6 | 6,5  |
| 2018-2019 | Bucknell Bison    | 31  | 31 | 27,8 | 53,6 | 38,0 | 80,8 | 8,5 | 1,2 | 0,4 | 1,1 | 15,8 |
| 2019-2020 | Kentucky Wildcats | 28  | 7  | 19,8 | 46,3 | 40,7 | 75,0 | 3,8 | 0,8 | 0,4 | 0,6 | 5,8  |
| Carriera  | Carriera          | 128 | 39 | 18,2 | 52,5 | 37,4 | 77,3 | 4,9 | 0,8 | 0,3 | 0,7 | 8,1  |

### Eurolega
| Anno      | Squadra    | PG | PT | MP   | TC%  | 3P%  | TL%  | RP  | AP  | PRP | SP  | PP  |
| --------- | ---------- | -- | -- | ---- | ---- | ---- | ---- | --- | --- | --- | --- | --- |
| 2023-2024 | Fenerbahçe | 35 | 4  | 11,5 | 46,5 | 38,5 | 58,8 | 1,5 | 0,4 | 0,3 | 0,2 | 3,6 |
| Carriera  | Carriera   | 35 | 4  | 11,5 | 46,5 | 38,5 | 58,8 | 1,5 | 0,4 | 0,3 | 0,2 | 3,6 |

## Palmarès
- Campionato turco: 1

Fenerbahçe: 2023-2024
- Coppa di Turchia: 1

Fenerbahçe: 2024
- Lega Balcanica: 1

Hapoel Holon: 2020-2021